# Fajsal I
Fajsal ibn al-Husajn ibn Ali al-Haszimi, arab. فيصل بن حسين بن علي الهاشمي (ur. 20 maja 1885 w Mekce albo 20 maja 1883 w Taif, zm. 8 września 1933 w Bernie) – w 1920 przez krótki okres król Syrii, w latach 1921–1933 król Iraku, członek rodu Banu Haszim, wywodzącego swoje pochodzenie od proroka Mahometa. Fajsal popierał ugodę między sunnitami i szyitami na rzecz idei panarabizmu, mającej na celu utworzenie zjednoczonego państwa arabskiego, w skład którego weszłyby, m.in. Irak, Syria, Palestyna. Będąc u władzy unikał faworyzowania jakiejkolwiek grupy etnicznej czy religijnej. Jego aspiracje zderzyły się z planami Francuzów i Brytyjczyków wobec Bliskiego Wschodu.

## Młodość
Urodził się jako trzeci syn Saida Husajna ibn Ali, szarifa Mekki. Wychowywał się i kształcił w Stambule. W 1913 został wybrany jako reprezentant miasta Dżidda do parlamentu osmańskiego. W 1916, w czasie pobytu w Damaszku, otrzymał tzw. protokół damasceński, przyłączył się do ugrupowania nacjonalistów arabskich Al-Fatat, a jego ojciec został królem Al-Hidżazu. 23 października 1916 w Wadi Safra spotkał się po raz z kpt. T.E. Lawrence’em z siedziby brytyjskiego wywiadu w Kairze. Lawrence miał wizję utworzenia niepodległego państwa arabskiego po skończeniu I wojny światowej na Bliskim Wschodzie, która zainteresowała polityków arabskich. We współpracy z armią brytyjską Fajsal zorganizował powstanie arabskie przeciw imperium osmańskiemu i instytucji kalifatu. Po długim oblężeniu zdobył Mekkę bronioną przez Fahriego Paszę. Niektórzy muzułmańscy mężowie stanu, jak Muhammad Iqbal, skrytykowali Fajsala za walkę u boku chrześcijan jako zdradę islamu. Fajsal wziął udział również w działaniach wojennych na terenie Syrii, zdobyciu Damaszku i wszedł w 1918 w skład rządu arabskiego powołanego w tym mieście.

## Na konferencji pokojowej w Paryżu
W 1919 Fajsal stanął na czele delegacji arabskiej na konferencję pokojową w Paryżu, mając na celu doprowadzenie do utworzenia niepodległych emiratów arabskich na terytorium pokonanego w wojnie imperium osmańskiego. Jego rolę w powstaniu arabskim opisuje Lawrence w swoich Siedmiu filarach mądrości, przy czym historycy zarzucają tej książce brak ścisłości. 3 stycznia 1919 Chaim Weizman, prezes Światowej Organizacji Syjonistycznej, podpisał tzw. umowę Fajsal-Weizman o współpracy arabsko-żydowskiej, na mocy której Fajsal zaakceptował tzw. deklarację Balfoura, w sprawie założenia „żydowskiej siedziby w Palestynie” (A Jewish homeland in Palestine).

## Król Syrii i Iraku
7 marca 1920 Fajsal został ogłoszony królem Wielkiej Syrii przez rząd Haszima al-Atasiego, wyłoniony przez syryjski Kongres Narodowy. Tymczasem w kwietniu na konferencji w San Remo Francji powierzono terytorium mandatowe Ligi Narodów w Syrii. Fajsal bezskutecznie apelował o zachowanie niezawisłości Syrii, a gdy jego prośby nie spotkały się z pozytywną odpowiedzią, wezwał Syryjczyków do niestawiania oporu Francuzom, gdyż w jego ocenie był on z góry skazany na klęskę. Jego apelu nie wysłuchała niewielka grupa żołnierzy pod dowództwem ministra obrony Jusufa al-Azmy, która stoczyła z Francuzami nierówną bitwę pod Majsalun 24 lipca 1920. Francuzi zwyciężyli, a Fajsal musiał uciec z Syrii do Wielkiej Brytanii. W marcu 1921 na konferencji w Kairze Brytyjczycy podjęli decyzję, że Fajsal będzie rządził w brytyjskim terytorium mandatowym w Iraku, mimo że miejscowa ludność nic bliższego na jego temat nie wiedziała. Utworzenie monarchii w Iraku i wycofanie się z rządów bezpośrednich zdaniem Brytyjczyków miało pomóc w zaprowadzeniu pokoju w tym kraju. W plebiscycie 96% głosów padło za uczynieniem Fajsala królem Iraku. Fajsal został królem Iraku w sierpniu 1921.

## Poprawa stosunków iracko-syryjskich
W ramach poprawy stosunków z Syrią i Libanem, sprzyjał napływowi uchodźców z tych krajów, starających się o zatrudnienie, zwłaszcza nauczycieli, lekarzy i urzędników państwowych. Sati al-Husri, były minister edukacji w Syrii dostał analogiczne stanowisko w Iraku. Fajsal I zadbał o wytyczenie dróg łączących Bagdad z Damaszkiem i Ammanem, a po odkryciu złóż ropy naftowej w okolicy Mosulu zaplanował przeprowadzenie stamtąd rurociągu naftowego do wybrzeża Morza Śródziemnego. Wprowadził powszechny obowiązek służby wojskowej w ramach stworzenia silnej armii, być może w związku z realizacją idei panarabizmu, ale to ostatnie zamierzenie mu się nie udało. Francuzi, będąc pod wrażeniem osiągnięć Fajsala w dziedzinie bezpieczeństwa wewnętrznego w kraju, zwrócili się do niego o konsultacje w sprawie polityki na terenie swoich terytoriów mandatowych w Syrii i Libanie. Doradził im wówczas przywrócenie rządów Haszymitów w Syrii.

## Niepodległość Iraku
W 1932 mandat Ligi Narodów sprawowany przez Brytyjczyków w Iraku wygasł i Królestwo Iraku stało się państwem nominalnie niepodległym. 3 października 1932 Irak przystąpił do Ligi Narodów.

## Masakra Asyryjczyków
W sierpniu 1932 wojska rządowe dokonały masakry chrześcijańskiej ludności asyryjskiej w północnym Iraku, w Simele, co spowodowało napięcie w stosunkach iracko-brytyjskich.

## Podróż Fajsala do Europy i śmierć króla
W lipcu 1933, na krótko przed śmiercią, Fajsal udał się do Londynu, gdzie wyraził niepokój z powodu konfliktu arabsko-żydowskiego w Palestynie oraz nadmiernej jego zdaniem migracji Żydów do tego kraju. Zwrócił się do rządu brytyjskiego o ograniczenie imigracji Żydów do Palestyny i sprzedawania im nieruchomości. Fajsal I zmarł 8 września 1933 na zawał serca, w czasie pobytu w szwajcarskim Bernie. Sukcesję po nim przejął jego syn, Ghazi. Plac u wylotu ulicy Hajfa w Bagdadzie nazwano jego imieniem, i postawiono na nim konny pomnik króla. Pomnik został obalony w czasie przewrotu wojskowego 14 lipca 1958, ale później go przywrócono.

## Dzieci Fajsala
Fajsal był żonaty z Huzajmą bint Nasir, z którą doczekał się trzech córek i jednego syna.
- Azza bint Fajsal
- Raiha bint Fajsal
- Raifja bint Fajsal
- Ghazi (ur. 12 marca 1912, zm. 4 kwietnia 1939), król Iraku w latach 1933-1939, żonaty z księżniczką Aliją bint Ali, córką Alego ibn al-Husajna, króla Al-Hidżazu (1924-1925)

## Kultura masowa
Do kultury masowej świata Zachodu postać Fajsala I wprowadził Brytyjczyk Thomas Edward Lawrence autobiograficzną powieścią Siedem filarów mądrości, sfilmowaną w 1962 roku przez Davida Leana pod tytułem Lawrence z Arabii. Rolę przyszłego króla zagrał Alec Guinness.